# Dong-myeon, Yangsan
Dong-myeon (koreanska: 동면, 東面) är en socken i den sydöstra delen av  Sydkorea, 310 km sydost om huvudstaden Seoul. Den ligger i kommunen Yangsan i provinsen Södra Gyeongsang strax norr om storstaden Busan.